# توم بريس
توم بريس (بالإنجليزية: Tom Breese؛ مواليد 26 سبتمبر 1991) هو مُقاتل فنون قتالية مختلطة إنجليزي.

## وصلات خارجية
- توم بريس على موقع يو إف سي (الإنجليزية)
- توم بريس على موقع شيردوغ (الإنجليزية)
- توم بريس على موقع Tapology.com (الإنجليزية)
- توم بريس على موقع IMDb (الإنجليزية)